# Titii sodales
Titii sodales – kolegium kapłańskie w starożytnym Rzymie powstałe w czasach królewskich, rzekomo ustanowione przez mitycznego Tytusa Tacjusza.
W czasach cesarstwa kolegium zostało restytuowane przez Oktawiana Augusta, który dążył do przywrócenia dawno zamarłych kolegiów kapłańskich oraz rytuałów religijnych. Sam też należał do tego kolegium.